# Vila Nova da Rainha (Tondela)
Vila Nova da Rainha ist ein Ort und eine ehemalige Gemeinde (Freguesia) im portugiesischen Kreis Tondela. Die Gemeinde hatte 472 Einwohner (Stand 30. Juni 2011).
Am 29. September 2013 wurden die Gemeinden Vila Nova da Rainha und Mouraz zur neuen Gemeinde União das Freguesias de Mouraz e Vila Nova da Rainha zusammengeschlossen.